# 纳塔利娅·波卢亚诺娃
纳塔利娅·弗拉基米罗芙娜·波卢亚诺娃（羅馬化：Nataliya Vladimirovna Poluyanova；1981年3月11日—）是俄罗斯政治人物，第八届国家杜马代表。
波卢亚诺娃于2003年开始了她的政治生涯，当时她成为统一俄罗斯党别尔哥罗德分部的首席专家。2006年至2010年，她担任别尔哥罗德市教育、文化、体育和青年政策部青年政策处处长。2010年10月10日，她当选为别尔哥罗德州杜马代表。2014年至2016年，她担任科罗恰区领导人。2019年9月，波卢扬诺娃就任别尔哥罗德州杜马主席。2021年9月起担任第八届国家杜马代表。

## 制裁
波卢亚诺娃于2022年因俄乌战争而受到英国政府和美国财政部制裁。